# Delicia Pierre
Delicia Pierre (ur. 11 października 1991) – trynidadzko-tobagijska siatkarka, grająca na pozycji atakującej. Od sezonu 2016/2017 występowała w polskiej OrlenLidze, w drużynie AZS KSZO Ostrowiec Świętokrzyski.